# 1994 UH2
1994 UH2 är en asteroid i huvudbältet som upptäcktes den 31 oktober 1994 av de båda japanska astronomerna Seiji Ueda och Hiroshi Kaneda i Kushiro.
Asteroiden har en diameter på ungefär 14 kilometer och den tillhör asteroidgruppen Themis.